# رينيه رينر
رينيه رينر (بالألمانية: René Renner) هو لاعب كرة قدم نمساوي في مركز الوسط، ولد في 29 نوفمبر 1993 في النمسا. لعب مع نادي واكر إنسبروك.

## وصلات خارجية
- رينيه رينر على موقع الاتحاد الأوربي (الإنجليزية)
- رينيه رينر على موقع قاعدة بيانات كرة القدم.إي يو (الإنجليزية)
- رينيه رينر على موقع Soccerway.com (الإنجليزية)
- رينيه رينر على موقع عالم كرة القدم.نت (الإنجليزية)